# Henriette Steenstrup
Pour les articles homonymes, voir Steenstrup.
Henriette Steenstrup, née le 29 septembre 1974 à Oslo (Norvège), est une actrice, comédienne et scénariste norvégienne.

## Biographie
Steenstrup est née à Oslo le 29 septembre 1974. Elle est mariée à l'acteur Fridtjov Såheim de 2006 à 2016 et a deux enfants avec lui puis épouse le politologue Rune Assmann en 2019.
Avec une expérience d'enfant actrice pour NRK, apparaissant dans des pièces audio et dans des émissions de télévision telles que le calendrier de l'Avent Jul i Skomakergata, Halvsju et Kroppen, la première commission de télévision pour adultes de Steenstrup a co-animé en 1996 l'émission pour enfants Kykelikokos. Elle fréquente le Lee Strasberg Theatre and Film Institute à New York et, après avoir obtenu son diplôme du École nationale des arts d'Oslo (Teaterhøgskolen) en 2003, elle est affectée au Nationaltheatret à partir de 2004. Sa percée en tant que scénariste fut l'émission télévisée En god nummer to (no) pour TV2 en 2008.
En 2014, elle remporte les Komiprisen pour le spectacle En får væra som en er – en Ole Ivars-musikal. Dans sa série dramatique Pørni (no), à partir de 2021, elle joue également le rôle principal, pour lequel elle remporte le Seriekritikerprisen (no). La série reçoit en 2022 le prix Gullruten du meilleur scénario pour une série dramatique.
Elle joue des rôles mineurs dans plusieurs films à partir du milieu des années 1990. Les films incluent Junk Mail (Budbringeren, 1997), Mother's Elling (2003), Comrade Pedersen (2006) et Turn Me On, Dammit ! (2011). En 2019, elle joue le personnage de Liv dans Barn de Dag Johan Haugerud, pour lequel elle remporte le Dragon Award du meilleur jeu d'acteur au Festival du film de Göteborg. Elle est présentée au public international sous le nom de Turid Seier, mère du héros Magne Seier, dans la série dramatique fantastique Ragnarok de Netflix.
Ses livres incluent Verdens beste mamma - not (1913) et quatre livres liés à son personnage de comédie "Edel".

## Filmographie partielle

### Au cinéma
- 1997 :  Junk Mail : Gina
- 1998 :  16 levende klisjeer  (court métrage)
- 1999 :  Fomlesen i kattepine : Tess
- 2000 : Aberdeen de Hans Petter Moland : Car Rental Clerk
- 2000 :  De 7 dødssyndene
- 2000 :  Fråtseri  (court métrage)
- 2000 :  Utukt  (court métrage)
- 2002 : Dina d'Ole Bornedal : Wedding Guest
- 2002 : Caravan : Marianne (court métrage)
- 2003 :  Sporløs : Veterinarian (court métrage)
- 2003 :  Lille frk Norge : Mor
- 2003 : Elling et sa maman : La mère jeune
- 2004 : Tempo : elle-même (comme Henriette Steenstrup) (court métrage)
- 2005 : Thomas Hylland Eriksen og historien om origamijenta : Origamijenta
- 2006 : Att göra en pudel : Receptionist / retreat
- 2006 : Gymnaslærer Pedersen : Fru Bøe
- 2006 :  Medium raw : Servitrise (court métrage)
- 2006 :  Trøbbel : Maria (court métrage)
- 2007 :  Mars & Venus : Agnete
- 2009 :  Pistasj : Pia (court métrage)
- 2009 :  Den ulykkelige kvinnen  (court métrage)
- 2010 :  Les Anges ne pardonnent pas : Kontordame
- 2011 :  Jeg reiser alene : Grete Strandebarm
- 2011 : Turn Me On! : Alma's Mother
- 2012 :  Som du ser meg : Ann-Kristin
- 2013 :  Les Enquêtes de Jerry et Maya - Le Secret des Von Broms : Kockan
- 2014 :  Jakten på Berlusconi : Lotte
- 2015 :  Kvinner i for store herreskjorter : Trine Jung
- 2016 :  Bienvenus! : Hanni
- 2017 :  Boats : Stella / Kystruta / Klæbb (voix) / ...
- 2017 :  Ekspedisjon Knerten : Karolines Stemme (voix)
- 2019 : Farce : (voix) (court métrage)
- 2019 :  Espen 2
- 2019 :  Hjelperytteren : Miss Anderson
- 2019 : Barn : Liv
- 2020 :  Lyset fra sjokoladefabrikken : Maria
- 2023 :  There's Something in the Barn : Liv
- 2024 : Kjærlighet de Dag Johan Haugerud : Oslopiken

### À la télévision
- 1981 :  Den vanskelige lørdagen : Annette (téléfilm)
- 1995 :  Amalies jul : Nissehoff (série télévisée, 1 épisode)
- 2001 : Nini : Randi (série télévisée, 2 épisodes)
- 2004-2007 :  Seks som oss : Lotte (série télévisée, 12 épisodes)
- 2005 :  Skolen : Ellen (série télévisée, 1 épisode)
- 2008 :  Detektivklubben : Mor til Saba (série télévisée, 5 épisodes)
- 2009-2014 :  Torsdag kveld fra Nydalen : Host - Various (série télévisée)
- 2009 :  En god nummer to : Helen Stangeland (série télévisée, 8 épisodes)
- 2010-2011 :  Verdens beste SFO : Moren til Johanne / actor (série télévisée, 9 épisodes)
- 2011 :  Roast fra Chat Noir : Roaster - Self (série télévisée, 1 épisode)
- 2011 :  Sara & Selma : Hundeeier (série télévisée, 1 épisode)
- 2012 :  Nårje  (série télévisée, 1 épisode)
- 2013 :  Lilyhammer : Randi (série télévisée, 7 épisodes)
- 2014 :  Dritseint med Edel : Edel (Mini-série télévisée)
- 2014-2016 :  Meglerne : Jenny (série télévisée, 19 épisodes)
- 2019 :  En får væra som en er : Line (série télévisée, 1 épisode)
- 2020 :  Stjernestøv : Rektor (série télévisée, 3 épisodes)
- 2020-2023 : Ragnarök : Turid (série télévisée, 17 épisodes)
- 2021 :  Utmark : Gangster #1 (série télévisée, 1 épisode)
- 2021-2022 : Pørni (no) : Pørni (série télévisée, 18 épisodes)
- 2023 :  Rikets roast  (série télévisée)

## Récompenses et distinctions
- (en) Henriette Steenstrup: Awards, sur l'Internet Movie Database